# Miura Chora
Pour les articles homonymes, voir Miura (homonymie).
Miura Chora (三浦樗良) est un poète japonais né le 23 mai 1729 dans la province de Shima, sur l'île de Honshu, au Japon, et mort le 4 septembre 1780 de leucémie. 
Miura grandit dans la province de Shima entre une sœur ainée et un frère cadet. Son père quitte la famille quand il est enfant et sa mère, qui ne se remarie pas, élève seule la famille. Ayant pour voisine la famille Taniguchi, Chora est un proche ami de Yosa Buson. Ils font connaissance alors que Buson a vingt ans et tous les deux admirent Matsuo Bashō et Kobayashi Issa. Devenu adulte, Il parcourt le pays en composant ses poèmes. Miura Chora est à l'origine du renouveau de la poésie haiku au XVIIIe siècle.
R. H. Blyth (en) note : « Ryoto a fondé l'école d'Ise, suivie par Otsuya et d'autres, mais peu à peu il est devenu mondain. Il a travaillé en collaboration avec des poètes tels que Yosa Buson (1716-1783), Takai Kitô (1741-1789) et Wada Ranzan (mort en 1773). Chora est revenu à la poésie et à la simplicité de  Matsuo Bashō ». 
Ronald Caltabiano (en) (1959-) compose en 1978 une chanson intitulée « Hiver (seul) » pour mezzo-soprano et piano, à partir d'un poème de Miura Chora appelé « Le premier rêve des pétales de chèvrefeuille tombant seuls, no 4 ».